# Giorgio Bassi
Giorgio Bassi (Milán; 20 de enero de 1934) es un expiloto de automovilismo italiano.

## Carrera deportiva
Participó en 1 carrera de Fórmula 1, en concreto fue en el Gran Premio de Italia de 1965. Compitió con un BRM del equipo de la Scuderia Centro Sud y, abandonó la carrera por problemas de motor.
Bassi ganó la Targa Florio de su categoría en 1965.  

## Resultados

### Fórmula 1
(Clave) (negrita indica pole position) (cursiva indica vuelta rápida)

| Año     | Escudería           | 1   | 2   | 3   | 4   | 5   | 6   | 7   | 8       | 9   | 10  | Pos. | Puntos |
| ------- | ------------------- | --- | --- | --- | --- | --- | --- | --- | ------- | --- | --- | ---- | ------ |
| 1965    | Scuderia Centro Sud | RSA | MON | BEL | FRA | GBR | NED | GER | ITA Ret | USA | MEX | NC   | 0      |
| Fuente: |                     |     |     |     |     |     |     |     |         |     |     |      |        |